# Bactrocera floresiae
Bactrocera floresiae
 es una especie de díptero que Drew y Albany Hancock describieron en 1994, pertenece a la familia Tephritidae. 